# 國道144號 (日本)
國道144號是日本自群馬縣吾妻郡長野原町至長野縣上田市的一般國道。

## 概要
- 起點 : 群馬縣吾妻郡長野原町（羽根尾交點＝國道145號、國道146號起點、國道406號上）
- 終點 : 長野縣 上田市（中央東交點＝國道18號交點）
- 重要經過地 : 長野縣小縣郡真田町 →併入上田市
- 全長：44.9 km（實長44.8 km、現道43.9 km）[1]
  - 群馬縣區間 : 24.8 km（実延長24.8 km、現道23.8 km）
  - 長野縣區間 : 20.1 km
- 指定區間 : 無[2]

## 沿革
- 1953年（昭和28年）5月18日
指定施行二級國道144號長野原上田線（群馬縣吾妻郡長野原町 - 上田市）[3]。
- 1965年（昭和40年）4月1日
成為一般國道144號[4]。

## 地理

### 通過行政區
- 群馬縣
吾妻郡長野原町 - 吾妻郡嬬戀村
- 長野縣
上田市

## 交匯道路
群馬縣吾妻郡長野原町
- 國道145號・國道146號・國道406號：羽根尾交點（與國道406號共線，止於上田市）

群馬縣吾妻郡嬬戀村
- 群馬縣道59號草津嬬戀線：三原交點
- 群馬縣道94號東禦嬬戀線：田代交點

長野縣上田市
- 國道406號：菅平口交差點（於長野原町共線）
- 長野縣道4號真田東部線：橫澤交點
- 長野縣道35號長野真田線：荒井交點
- 上信越自動車道：上田菅平IC
- 國道18號（上田繞道）：住吉交點
- 國道18號（現道）：中央東交點